# Championnat de France masculin de water-polo 2012-2013
Navigation
Édition précédente Édition suivante
Dix équipes s'opposent en une série de dix-huit rencontres pour le compte de la phase régulière de fin octobre 2012 à fin avril 2013. En mai ou juin 2013, les quatre meilleures se rencontrent ensuite en phase finale pour le titre de champion et l’attribution des places qualificatives aux coupes d’Europe.
En début de saison, le Cercle des nageurs d'Aix-les-Bains quitte l'élite et est remplacé par le promu, Cercle des nageurs de Senlis, champion de national 1 la saison précédente.

## Les dix clubs participants
| \| Aix Douai Marseille Montpellier Noisy-le-sec Senlis Sète Strasbourg Taverny Nice \| Localisation des clubs engagés dans le championnat. |
| Aix Douai Marseille Montpellier Noisy-le-sec Senlis Sète Strasbourg Taverny Nice                                                           |

| Club                              | Dernière montée | Classement 2011-2012 (après finales) | Entraîneurs (au 24 juin 2012, sinon voir référence) | depuis                | Piscine                                                               | Capacité (spectateurs) |
| --------------------------------- | --------------- | ------------------------------------ | --------------------------------------------------- | --------------------- | --------------------------------------------------------------------- | ---------------------- |
| Pays d’Aix Natation               | 2009            | 7                                    | Alexandre Donsimoni                                 |                       | piscine Yves Blanc                                                    |                        |
| Francs nageurs cheminots de Douai | 2005            | 4                                    | Mathieu Cannone[réf. nécessaire]                    | 2012[réf. nécessaire] | piscine des Glacis                                                    |                        |
| Cercle des nageurs de Marseille   |                 | 2                                    | Olivier Chandieu[réf. nécessaire]                   | 2012                  | piscine Pierre-Garsau                                                 |                        |
| Montpellier Water-Polo            | 1996,           | 1                                    | Fabien Vasseur                                      | 1998                  | piscine olympique d'Antigone                                          | 2000                   |
| Olympic Nice Natation             |                 | 3                                    | Samuel Nardon Julius Izdinsky                       | 2010 2005             | piscine Jean-Bouin                                                    |                        |
| Cercle des nageurs noiséens       | 2011            | 9                                    | Florian Bruzzo                                      | 2012                  | piscine Édouard-Herriot                                               |                        |
| Cercle des nageurs de Senlis      | 2012            | Promu (champion N1)                  | Lionel Serreau                                      | 2008[réf. nécessaire] | piscine Yves Carlier                                                  |                        |
| Dauphins FC Sète                  | 1987            | 5                                    | Yannick Bonniou                                     | 2011                  | centre balnéaire Raoul-Fonquerne                                      |                        |
| Société de natation de Strasbourg |                 | 6                                    | Sébastien Bérenguel                                 | 2007[réf. nécessaire] | piscine de la Kibitzenau (en travaux) Centre Nautique de Schiltigheim | ? 2200                 |
| Taverny Sports nautiques 95       | 2010            | 8                                    | Nicolas Permanne[réf. nécessaire]                   | 2012[réf. nécessaire] | piscine municipale de Taverny                                         |                        |

Le tri des noms de club s'effectue à partir de la première lettre du nom de la ville du club.
À partir du 24 juin 2012, Florian Bruzzo, entraîneur du Cercle des nageurs noiséens est également l’entraîneur de l’équipe de France masculine.

## Compétition

### Phases
Dix-huit journées constituent la phase régulière du 27 octobre 2012 au 27 avril 2013. Chaque équipe se rencontre deux fois.
En mai ou juin 2013, entre les quatre premiers de la phase régulière, est organisée une phase finale (demi-finales et finale) pour déterminer le champion élite. Chaque étape se remporte au meilleur de trois matches avec aller chez le moins bien classé de la phase régulière, retour et match d'appui chez le mieux classé la semaine suivante.

### Qualifications et relégations
À l'issue de la phase finale, les qualifications pour la saison 2012-2013 sont déterminées ainsi : le premier et le deuxième accèdent à la Ligue des champions ; le troisième et le quatrième au premier tour de la LEN Euro Cup.
Dans le cas où un club français placerait la France à l'une des huit premières places du tour préliminaire de la Ligue des champions, la fédération française pourrait obtenir une troisième place qualificative pour celle-ci, la saison suivante. Le troisième du championnat obtiendrait une place pour le premier tour, le vice-champion se qualifierait pour le second tour et le champion de France participerait directement au tour préliminaire.
À l'issue d'une série éliminatoire entre les équipes classées de la cinquième à la huitième, jouée de la même façon que la phase finale entre les quatre premiers, le vainqueur et cinquième du championnat participe à la coupe de la Confédération méditerranéenne de natation 2013 (Comen), si celle-ci est organisée.
Si une des deux équipes françaises qualifiées pour la Ligue des champions 2012-2013 plaçait la France à l'une des huit premières places par nation du tour préliminaire, le cinquième du championnat obtiendrait la seconde place qualificative pour la LEN Euro Cup 2013-2014. En conséquence, c'est le sixième qui participerait à la coupe Comen.
Si un des clubs qualifiés en coupes d'Europe se désiste, l'inscription du club suivant au classement sera proposée à la Ligue européenne de natation.
Le dixième de la phase régulière est directement relégué en National 1. Le neuvième joue un barrage contre le deuxième de national 1 (ou le troisième si une des deux premières places est occupée par l'équipe résidente de l'INSEP) aux mêmes dates que les demi-finales.

## Phase régulière

### Classement
Le classement est calculé avec le barème de points suivant : une victoire vaut trois points, le match nul un. La défaite ne rapporte aucun point. Au terme de la phase régulière, les équipes à égalité sont départagées d'après le score cumulé de leurs deux matches. Si nécessaire, les scores cumulés puis le nombre de buts inscrits face à chacune des autres équipes, selon leur classement, seront utilisés, voire une séance de tirs au but dans les cas ultimes.
| Rang | Équipe                | Pts | J  | G  | N | P  | Bp  | Bc  | Diff |
| ---- | --------------------- | --- | -- | -- | - | -- | --- | --- | ---- |
| 1    | CN Marseille V,CF     | 51  | 18 | 17 | 0 | 1  | 311 | 171 | +140 |
| 2    | Montpellier WP T      | 48  | 18 | 16 | 0 | 2  | 252 | 134 | +118 |
| 3    | DFC Sète              | 40  | 18 | 13 | 1 | 4  | 221 | 171 | +50  |
| 4    | Olympic Nice Natation | 34  | 18 | 11 | 1 | 6  | 216 | 160 | +56  |
| 5    | FNC Douai             | 22  | 18 | 7  | 1 | 10 | 181 | 195 | -14  |
| 6    | CN Noisy-le-Sec       | 22  | 18 | 7  | 1 | 10 | 214 | 228 | -14  |
| 7    | Pays d'Aix Natation   | 21  | 18 | 7  | 0 | 11 | 170 | 211 | -41  |
| 8    | SN Strasbourg         | 19  | 18 | 6  | 1 | 11 | 201 | 241 | -40  |
| 9    | CN Senlis P           | 7   | 18 | 2  | 1 | 15 | 161 | 251 | -90  |
| 10   | Taverny SN95          | 3   | 18 | 1  | 0 | 17 | 124 | 289 | -165 |

P : promu de National 1 en 2012 ; T : tenant du titre 2012 ; V : Vice-champion 2012 ; CF : Vainqueur de la Coupe de France en 2012 .
Légende
- Place de qualification pour la série finale.
- Place de qualification pour la série de classement 5e-8e.

### Classement des buteurs
| Rang | Buteur            | Club                  | Buts |
| ---- | ----------------- | --------------------- | ---- |
| 1    | AUDON Frédéric    | CN Marseille          | 68   |
| 2    | MARZOUKI Mehdi    | CN Noisy-le-Sec       | 56   |
| 3    | KOVACIC Zeljko    | Montpellier WP        | 40   |
| 4    | HARRISSART Romain | FNC Douai             | 34   |
| 5    | SZABO Igor        | CN Noisy-le-Sec       | 32   |
| 6    | BABIC David       | Olympic Nice Natation | 31   |
| 7    | CLAY Yann         | FNC Douai             | 28   |
| -    | RANDIC Miroslav   | CN Marseille          | 28   |
| 9    | HEINRICH David    | Montpellier WP        | 26   |
| -    | PEISSON Mathieu   | Montpellier WP        | 26   |
| 11   | BUS Marton        | FNC Douai             | 25   |
| -    | FAMERA Martin     | Olympic Nice Natation | 25   |

| Source : Classement officiel des buteurs |

### Événements de la saison

#### Pas de ligue promotionnelle
Mi-avril 2012, l'assemblée générale de la Fédération française de natation accepte la création d’une « Ligue promotionnelle de water-polo » au sein de laquelle les clubs élite masculins et féminins gèrent leurs championnats. À la fin de l’été, cependant, le championnat élite et son calendrier sont annoncés dans le format habituel.

#### Transferts à l'intersaison 2012
Chez le champion de France en titre, Montpellier Water-Polo, trois nouveaux joueurs sont annoncés dès la fin du championnat précédent : David Heinrich, joueur hongrois des Dauphins FC Sète, Rémy-Pierre Ladouce, pointe du Cercle des nageurs noiséens et le Monténégrin Elian Muster. Le Croate Željko Kovačić, recruté la saison précédente, devient capitaine.
Au Cercle des Nageurs de Marseille, l’entraîneur Petar Kovačević rejoint le club turc Galatasaray Spor Kulübü, Dordje Basic (Radnicki Kragujevac), Petar Tomasevic (Pays d'Aix Natation), Mehdi Marzouki (Noise-le-Sec), Alexandre Mennucci (Racing Club de France) et Ismael Moutaabbid (arrêt) sont sur le départ. Arrivent l'international canadien Nicolas Constantin Bicari du Club aquatique water-polo de Montréal, Miroslav Randic du VK Novi Sad (Serbie), Guillaume Dino (Taverny SN 95), Édouard Bahna (Reims Natation 89) dirigés par Olivier Chandieu promu entraineur général de l'équipe. Cette saison voit le retour à la compétition, après 2 saisons d'arrêt, du capitaine emblématique du CN Marseille, Frédéric Audon.
À l’Olympic Nice Natation, arrive le Croate et international slovène David Babić du Vaterpolski klub Medveščak, club de Zagreb.
La Société de natation de Strasbourg est privée de sa piscine habituelle, la Kibitzenau, pour cause de travaux et joue ses matches au centre nautique de Schiltigheim. Elle recrute Romain Blary en provenance du club espagnol Centre Natació Mataró.

#### Coupe de France
Du 28 au 30 septembre à Canet-en-Roussillon, la coupe de France 2012 a lieu avec seulement six des dix clubs d’élite (les trois premiers, la Société de natation de Strasbourg et le barragiste Cercle des nageurs noiséens) et les deux promus du championnat national 1.

## Play-offs 2012-2013

### Place 1 à 4
Les demi-finales et les finales se jouent en deux manches. Le match aller se joue chez de l’équipe la moins bien classée lors de la saison régulière, le match retour chez l’équipe la mieux classée.
|  | Demi-finales              | Demi-finales       | Demi-finales |                   |    | Finale                    | Finale | Finale |  |
|  |                           |                    |              |                   |    |                           |        |        |  |
|  | 4 et 11 mai 2013          |                    |              |                   |    |                           |        |        |  |
|  |                           |                    |              |                   |    |                           |        |        |  |
|  | [1] CN Marseille          | 9                  | 12*          |                   |    |                           |        |        |  |
|  | [1] CN Marseille          | 9                  | 12*          | 18 et 25 mai 2013 |    |                           |        |        |  |
|  | [4] Olympic Nice Natation | 8*                 | 8            |                   |    |                           |        |        |  |
|  | [4] Olympic Nice Natation | 8*                 | 8            | [1] CN Marseille  | 11 | 14*                       |        |        |  |
|  |                           |                    |              |                   | 11 | 14*                       |        |        |  |
|  |                           | [2] Montpellier WP | 10           | 11                |    |                           |        |        |  |
|  | [2] Montpellier WP        | [2] Montpellier WP | 10           | 11                | 6  | 13*                       |        |        |  |
|  | [2] Montpellier WP        |                    |              |                   | 6  | 13*                       |        |        |  |
|  | [3] DFC Sète              | 3*                 | 8            |                   |    |                           |        |        |  |
|  | [3] DFC Sète              | 3*                 | 8            |                   |    |                           |        |        |  |
|  |                           |                    |              |                   |    | 3e Place                  |        |        |  |
|  |                           |                    |              |                   |    |                           |        |        |  |
|  |                           |                    |              |                   |    | [4] Olympic Nice Natation | 9      | 9*     |  |
|  |                           |                    |              |                   |    | [3] DFC Sète              | 6*     | 8      |  |

- * : Équipe qui reçoit

### Place 5 à 8
Les demi-finales et les finales se jouent en deux manches. Le match aller se joue chez de l’équipe la moins bien classée lors de la saison régulière, le match retour chez l’équipe la mieux classée.
|  | Demi-finales            | Demi-finales        | Demi-finales |                         |    | Finale            | Finale | Finale |  |
|  |                         |                     |              |                         |    |                   |        |        |  |
|  | 8 et 11 juin 2016       |                     |              |                         |    |                   |        |        |  |
|  |                         |                     |              |                         |    |                   |        |        |  |
|  | [5] FNC Douai           | 7                   | 11*          |                         |    |                   |        |        |  |
|  | [5] FNC Douai           | 7                   | 11*          | 15 et 18 juin 2016      |    |                   |        |        |  |
|  | [7] Pays d'Aix Natation | 11*                 | 10           |                         |    |                   |        |        |  |
|  | [7] Pays d'Aix Natation | 11*                 | 10           | [7] Pays d'Aix Natation | 9* | 7                 |        |        |  |
|  |                         |                     |              |                         | 9* | 7                 |        |        |  |
|  |                         | [6] CN Noisy-le-Sec | 10           | 10*                     |    |                   |        |        |  |
|  | [6] CN Noisy-le-Sec     | [6] CN Noisy-le-Sec | 10           | 10*                     | 15 | 13*               |        |        |  |
|  | [6] CN Noisy-le-Sec     |                     |              |                         | 15 | 13*               |        |        |  |
|  | [8] SN Strasbourg       | 14*                 | 8            |                         |    |                   |        |        |  |
|  | [8] SN Strasbourg       | 14*                 | 8            |                         |    |                   |        |        |  |
|  |                         |                     |              |                         |    | 3e Place          |        |        |  |
|  |                         |                     |              |                         |    |                   |        |        |  |
|  |                         |                     |              |                         |    | [5] FNC Douai     | 15     | 24*    |  |
|  |                         |                     |              |                         |    | [8] SN Strasbourg | 9*     | 11     |  |

- * : Équipe qui reçoit

## Parcours en coupes d'Europe
À la suite de la réforme par la Ligue européenne de natation de la Ligue des champions de water-polo européen, en juin 2012, Montpellier Water-Polo, champion de France en titre est directement qualifié pour le tour préliminaire, tandis que le Cercle des nageurs de Marseille doit passer un tour de qualification organisé du 14 au 16 septembre.
En LEN Euro Cup, grâce à un nombre réduit de participants, Olympic Nice Natation et Francs nageurs cheminots de Douai entament la compétition par un unique tour de qualification.

## Sources
- [PDF] Water-polo. Règlement 2011-2012, Fédération française de natation ; fichier consulté le 20 janvier 2012.